# Makovo
Makovo ili Makova (mađ. Makó) je gradić na samom jugoistoku Mađarske. Rumunjski se zove Macǎu, na jidišu מאַקאָוו
Površine je 229,23 km četvorna.

## Zemljopisni položaj
Nalazi se na jugoistoku Mađarske, blizu granice s Rumunjskom. Jugoistočno je Patvala, jugozapadno je Kiszombor, zapadno su Kukućin i Karavala, južno je rijeka Maroš.

## Upravna organizacija
Upravno je sjedište makovske mikroregije u Čongradskoj županiji. Poštanski je broj 6900, dok dijelovi naselja koji su u svezi s Rakosem su 6903.
1900. je dobio status grada, 1954. je godine iz njega izdvojen Rákos, a 1963. mu je opet pripojen.

## Promet
Prometno je čvorište. Kroz Makovo prolaze cestovna prometnica br. 43. i željeznička pruga koja povezuje Seged, Vašarelj i Arad. Blizu Makova prolazi državna cestovna prometnica br. 431 (zapadno), br. 4415 (istočno) i autocesta M43 (sjeverno), te cesta 4414.

## Znamenitosti
Barokne, klasicističke, eklektičke građevine.
- Korona Szálló (Makó), eklektička građevina

## Stanovništvo
2001. je godine u Makovi živjelo 25.783 stanovnika, većinom Mađara te romska i rumunjska manjina koje imaju samouprave, Nijemci, Slovaci i dr.
Vjerski je raznolik: 34,8% rimokatolika, grkokatolika 3,7%, kalvinista 23,4%, ne pripada nikojoj vjeri 25,7%, nepoznato ili nije željelo odgovoriti 10,5%.
Stanovnike se naziva Makovcima i Makovkinjama (u Čikeriji) odnosno Makovljanima i Makovljankama (u Bikiću).

## Vanjske poveznice
- Službene stranice